# Jude Law
David Jude Heyworth Law, född 29 december 1972 i Lewisham i London, är en brittisk skådespelare. Law har bland annat medverkat i filmer som Gattaca (1997), The Talented Mr. Ripley (1999), Enemy at the Gates (2001), A.I. Artificial Intelligence (2001), Road to Perdition (2002), Åter till Cold Mountain (2003) Alfie (2004), Closer (2004), The Holiday (2006), Hugo Cabret (2011), Anna Karenina (2012) och The Grand Budapest Hotel (2014).

## Biografi
Law gick på John Ball Primary School i Blackheath. Han började med skådespelandet när han var 12 år och spelade 1987 sin första roll på National Youth Music Theatre.
Laws första stora teaterroll var som Foxtrot Darling, den sexuellt ambitiöse och manipulative tonåringen i Philip Ridleys pjäs The Fastest Clock in The Universe 1992. Senare, efter lite småroller i brittisk TV, fick han en roll i Granada Televisions tvålopera Families. Laws genombrott var filmrollen i dramat Shopping där hans framtida fru, Sadie Frost, medverkade. Efter det har han medverkat i många filmer, exempelvis Wilde, Gattaca, The Talented Mr. Ripley och Alfie.

### Privatliv
Laws föräldrar är Peter och Maggie Law och hans syster, Natasha Law, är en välkänd illustratör och artist.
Law gifte sig 2 september 1997 med skådespelaren Sadie Frost och de fick barnen Rafferty, Iris och Rudy tillsammans. Deras skilsmässa blev klar den 29 oktober 2003. Frost fick behålla deras 4-miljonerdollarsvilla i Primrose Hill, och hon fick även 2 miljoner.
Law förlovade sig med skådespelaren och modellen Sienna Miller den 18 juli 2005, efter att de träffats i samband med inspelningen av Alfie 2003. Jude bad offentligt om ursäkt för att ha varit otrogen med deras barnflicka, Daisy Wright. 2010 blev Law och Miller återigen ett par, men förhållandet tog slut 2011.
Den 22 september 2009 födde den amerikanska modellen Samantha Burke en dotter, Sophia, som Jude Law är far till.
Law gifte sig med psykologen Phillipa Coan 1 maj 2019.

## Filmografi i urval
- 1991 – The Case-Book of Sherlock Holmes (TV-serie)
- 1994 – Shopping
- 1996 – Älskar, älskar inte
- 1997 – Wilde
- 1997 – Gattaca
- 1997 – Midnatt i ondskans och godhetens trädgård
- 1999 – The Talented Mr. Ripley
- 1999 – Existenz
- 2001 – A.I. – Artificiell Intelligens
- 2001 – Enemy at the Gates
- 2002 – Road to Perdition
- 2003 – Åter till Cold Mountain
- 2004 – Sky Captain and The World of Tomorrow
- 2004 – Syskonen Baudelaires olycksaliga liv
- 2004 – Alfie
- 2004 – Closer
- 2004 – The Aviator
- 2004 – I Heart Huckabees
- 2006 – The Holiday
- 2006 – Breaking and Entering
- 2007 – My Blueberry Nights
- 2007 – Skuggspel
- 2009 – Rage
- 2009 – The Imaginarium of Doctor Parnassus
- 2009 – Sherlock Holmes
- 2010 – Repo Men
- 2011 – Contagion
- 2011 – Hugo Cabret
- 2011 – Sherlock Holmes: A Game of Shadows
- 2012 – Anna Karenina
- 2012 – De fem legenderna (röst)
- 2013 – Side Effects
- 2013 – Dom Hemingway
- 2014 – The Grand Budapest Hotel
- 2014 – Black Sea
- 2015 – Spy
- 2016 – Genius
- 2016 – The Young Pope (TV-serie)
- 2017 – King Arthur: Legend of the Sword
- 2018 – Fantastiska vidunder: Grindelwalds brott
- 2019 – Captain Marvel
- 2020 – The Third Day (TV-serie)
- 2020 – The New Pope (TV-serie)
- 2022 – Fantastiska vidunder: Dumbledores hemligheter
- 2023 – Peter Pan och Lena
- 2023 – Firebrand
- 2024 – Star Wars: Skeleton Crew (TV-serie)
- 2025 – Black Rabbit (TV-serie)
- 2025 – The Wizard of the Kremlin